# Riocerezo
Riocerezo es una localidad del municipio burgalés de Valle de las Navas, en la Comunidad Autónoma de Castilla y León (España). 
Cuenta con dos iglesias dedicadas a san Juan Bautista y santa María.

## Localidades limítrofes
Confina con las siguientes localidades:
- Al norte con Robredo-Temiño.
- Al noreste con Temiño.
- Al sureste con Quintanapalla.
- Al sur con Las Mijaradas.
- Al suroeste con Celada de la Torre.
- Al noroeste con Rioseras.

## Demografía
| Gráfica de evolución demográfica de Riocerezo entre 1842 y 1970 |
| |
| Población de derecho según los censos de población del INE. Población de hecho según los censos de población del INE.En este censo se denominaba Río Cerezo: 1842. Entre el censo de 1981 y el anterior, este municipio desaparece porque se agrupa en el municipio Valle de las Navas. |

| Gráfica de evolución demográfica de Riocerezo entre 2000 y 2017    |
|                                                                    |
| Población de derecho (2000-2017) según el padrón municipal del INE |

## Historia
Así se describe a Riocerezo en el tomo XIII del Diccionario geográfico-estadístico-histórico de España y sus posesiones de Ultramar, obra impulsada por Pascual Madoz a mediados del siglo XIX:

Lugar con ayuntamiento en la provincia, partido judicial, audiencia territorial, capitanía general y diócesis de Burgos (3 leguas); Situado parte en llano y parte en un plano inclinado, con buena ventilación y clima frío y saludable; las enfermedades comunes son fiebres catarrales y pleuresías. Tiene 120 casas, que forman 2 barrios y éstos toman sus nombres de las 2 iglesias parroquiales (Santa María y San Juan) situadas en cada uno de ellos, y servidas ambas por un cura párroco; hay escuela de instrucción primaria, común a ambos sexos. El término confina N Robredo de Termiño; E La Brújula; S Hurones, y O Rioseras. El terreno es de buena calidad, le fertiliza un arroyo y le cruzan varios caminos locales. Producciones: cereales y legumbres; cría ganado lanar, caballar y vacuno, y caza menor. Población: 63 vecinos, 157 almas. Capital productivo: 1.083.200 reales. Imponible: 109.780. Contribución: 5.455 reales 11 maravedíes.
Diccionario geográfico-estadístico-histórico de España y sus posesiones de Ultramar